# The Seeing Eye
The Seeing Eye ist ein US-amerikanischer Dokumentar-Kurzfilm von Owen Crump aus dem Jahr 1951, der für einen Oscar nominiert war.

## Inhalt
Der Film zeigt einen Rundgang durch die Blindenschule „The Seeing Eye“ in Whippany im Bundesstaat New Jersey. Die dort lebenden Hunde sind für die Blinden ihre „sehenden Augen“ und eine wichtige Hilfe bei den täglichen zu bewältigenden Aufgaben. Das Besondere daran ist, dass die Erzählung aus der Sicht eines Blindenhundes der Schule erfolgt.

## Produktion

### Veröffentlichung
Der von Warner Bros. produzierte Film wurde in den USA erstmals im Dezember 1951 veröffentlicht. Er stellt eine aktualisierte Fassung in Technicolor des 1941 gedrehten Schwarzweißfilm Brevity dar, der seinerzeit einen Rundgang durch die Blindenschule „The Seeing Eye“ zeigte. Der Film war Teil der Reihe Broadway Brevity. Außerdem existiert ein weiterer Kurzfilm desselben Titels und Inhalts, der von der Educational Film Exchanges Inc. produziert wurde und im Januar 1936 als Teil der Treasure Chest-Serie veröffentlicht wurde.

### Hintergrund
The Seeing Eye wurde in den USA am 29. Januar 1929 in Nashville, Tennessee, gegründet. 1931 wechselte die Organisation nach Whippany in New Jersey, weil das Klima im Nordosten für die auszubildenden Hunde besser geeignet war. Anfang Juni 1965 wurde dann der Grundstein für das derzeitige Hauptquartier in Morristown in New Jersey gelegt.

## Auszeichnung
Gordon Hollingshead war auf der Oscarverleihung 1952 mit dem Film als Produzent für einen Oscar in der Kategorie „Bester Dokumentar-Kurzfilm“ nominiert, hatte jedoch das Nachsehen gegenüber Fred Zinnemann und seinem Film Benjy.